# Sonnerathoen
Het sonnerathoen (Gallus sonneratii) is een vogel uit de familie van de fazantachtigen (Phasianidae). De wetenschappelijke naam van de soort werd in 1813 gepubliceerd door Coenraad Jacob Temminck.

## Veldkenmerken
Het verenkleed van de haan is bont gekleurd. De bovenzijde is blauwgrijs, en de onderzijde zwart met lichtgrijze strepen. De vogel heeft een licht getande rode kam. Rond de ogen is een rode naakte huidvlek zichtbaar. De zwarte halsveren hebben gele uiteinden. De middelste vleugelpennen zijn oranjerood. Hij heeft een zwarte staart met een groene glans.

## Voorkomen
De soort is endemisch in India.

## Beschermingsstatus
Op de Rode Lijst van de IUCN heeft de soort de status veilig.

## Relatie met de mens
Op basis van onderzoek aan mitochondriaal DNA, waarvan de resultaten in 2014 werden gepubliceerd, werd door de onderzoekers verondersteld dat deze soort mogelijk een medevoorouder is van de gedomesticeerde kip.